# جان جی. پرشینگ
جان جی. پرشینگ (انگلیسی: John J. Pershing؛ ۱۳ سپتامبر ۱۸۶۰ – ۱۵ ژوئیهٔ ۱۹۴۸) ژنرال ۵ ستاره نیروی زمینی ایالات متحده آمریکا بود که در فاصله سال‌های ۱۹۲۱ تا ۱۹۲۴ به‌عنوان دهمین رئیس ستاد نیروی زمینی ایالات متحده آمریکا فعالیت می‌کرد. وی فرماندهی نیروهای اعزامی آمریکا در جنگ جهانی اول برای پیروزی بر آلمان را برعهده داشت.
پرشینگ در طول جنگ جهانی اول از سال ۱۹۱۷ تا ۱۹۲۰ به‌عنوان فرمانده نیروهای اعزامی آمریکا خدمت کرد. وی علاوه بر پیروزی در جنگ جهانی اول، به‌عنوان مربی بسیاری از ژنرال‌هایی که ارتش ایالات متحده را در طول جنگ جهانی دوم رهبری کردند، از جمله جرج مارشال، دوایت آیزنهاور، عمر بردلی، لسلی مک‌نیر، جرج پتن و داگلاس مک‌آرتور، فعالیت کرد.
در طول فرماندهی خود در جنگ جهانی اول، پرشینگ در برابر خواسته‌های بریتانیا و فرانسه مبنی بر ادغام نیروهای آمریکایی با ارتش‌هایشان، اساساً به عنوان واحدهای جایگزین، مقاومت کرد و اصرار داشت که نیروهای اعزامی آمریکا به‌عنوان یک واحد تحت فرماندهی او عمل کند، اگرچه برخی از واحدهای آمریکایی تحت فرماندهی بریتانیا و استرالیا جنگیدند، به ویژه در نبرد هامل و شکستن خط هیندنبورگ در کانال سنت کوئنتین، که فروپاشی نهایی آلمان را تسریع کرد. پرشینگ همچنین اجازه داد در آن زمان واحدهای کاملاً سیاه‌پوست آمریکایی با ارتش فرانسه ادغام شوند.
سربازان پرشینگ برای اولین بار در ۱ تا ۲۶ ژوئن ۱۹۱۸ در کانتینی، شاتو-تیری و بلو وود و در ۱۸ تا ۲۲ ژوئیه ۱۹۱۸ در سواسون شاهد نبردهای جدی بودند. برای تسریع ورود نیروهای آمریکایی، آنها با گذاشتن تجهیزات سنگین به سمت فرانسه حرکت کردند و از تانک‌ها، توپخانه، هواپیماها و سایر مهمات بریتانیایی و فرانسوی استفاده کردند. در سپتامبر ۱۹۱۸ در سنت میهیل، ارتش اول مستقیماً تحت فرماندهی پرشینگ بود. این ارتش، منطقه برجسته - تجاوز به خاک متفقین - را که ارتش آلمان به مدت سه سال در اختیار داشت، در هم شکست. پرشینگ برای حمله به میوز-آرگون، تقریباً ۶۰۰۰۰۰ سرباز آمریکایی را به جنگل‌های به شدت محافظت‌شده آرگون منتقل کرد و لشکرهای خود را به مدت ۴۷ روز در کنار فرانسوی‌ها درگیر نبردهای سخت نگه داشت. حمله صد روزه متفقین، که نبرد آرگون بخشی از آن بود، در درخواست آلمان برای آتش‌بس نقش داشت. پرشینگ معتقد بود که جنگ باید ادامه یابد و تمام آلمان باید اشغال شود تا نظامی‌گری آلمان برای همیشه نابود شود.
پرشینگ تنها آمریکایی است که در طول عمر خود به ژنرال ۵ ستاره، بالاترین رتبه ممکن در ارتش ایالات متحده، ارتقا یافت. پرشینگ که اجازه داشت نشان خود را انتخاب کند، تصمیم گرفت به استفاده از چهار ستاره نقره‌ای یا طلایی ادامه دهد. برخی از تاکتیک‌های او هم توسط سایر فرماندهان آن زمان و هم توسط مورخان مدرن مورد انتقاد قرار گرفته است. اتکای او به حملات پرهزینه از جلو، مدت‌ها پس از آنکه سایر ارتش‌های متفقین چنین تاکتیک‌هایی را کنار گذاشته بودند، به دلیل تلفات غیرضروری بالای آمریکایی‌ها مورد انتقاد قرار گرفته است.
پرشینگ همچنین توسط برخی از مورخان به دلیل اقداماتش در روز آتش‌بس به عنوان فرمانده نیروی اعزامی آمریکا مورد انتقاد قرار گرفت. پرشینگ آتش‌بس را تأیید نکرد و با وجود اطلاع از آتش‌بس قریب‌الوقوع، به فرماندهان خود نگفت که در چند ساعت پایانی جنگ، هیچ اقدام یا حمله تهاجمی جدیدی را متوقف کنند. در مجموع، در ۱۱ نوامبر، آخرین روز جنگ، نزدیک به ۱۱۰۰۰ تلفات (۳۵۰۰ آمریکایی)، کشته، مفقود یا زخمی وجود داشت که از تعداد تلفات روز دی در ژوئن ۱۹۴۴ فراتر رفت. به عنوان مثال، تلفات متفقین در اولین روز حمله روز دی ۴۴۱۴ کشته تأیید شده بود. پرشینگ و چندین نفر از زیردستان بعداً توسط کنگره مورد بازجویی قرار گرفتند؛ وی اظهار داشت که از دستورات مافوق خود، فردیناند فوش، پیروی کرده است. در نهایت کنگره تشخیص داد که هیچ‌کس مقصر نبوده است.